# Микран
Акционерное общество «Научно-производственная фирма „Микран“» (АО НПФ «Микран») — предприятие радиоэлектронного комплекса России, специализирующееся на разработке и производстве оборудования беспроводной связи различного назначения, контрольно-измерительной аппаратуры СВЧ-диапазона, одно- и многофункциональных модулей СВЧ, а также сложных изделий на их основе. "НПФ «Микран» реализует комплексные проекты на основе полного научно-производственного цикла в области СВЧ- и радиоэлектроники. Ежегодный объём производства предприятия превышает 2,7 млрд рублей, расположено в Томске. В 2015 году «Микран» вошел в ТОП-10 высокотехнологичных быстроразвивающихся компаний России рейтинга «Техуспех».. С 2024 года находится под санкциями США в связи с войной на Украине.

## История

### 17 апреля 1991
Виктор Яковлевич Гюнтер с командой из семи человек создал предприятие на базе научной лаборатории Томского института автоматизированных систем управления и радиоэлектроники (сейчас ТУСУР). «Микран» аббревиатура слов MICRowave Amplifier Low-Noise (Micran), что в переводе означает «малошумящий СВЧ-усилитель». Малошумящие усилители для приемных антенн были первой продукцией предприятия.

### 1995
Компания "Микран" изменила стратегию развития, начав активное и успешное продвижение направления телекоммуникации. Разработка и опытная эксплуатация оборудования радиорелейных станций серии «МИК-РЛ».

### 2000-2007
В 2000 году был организован НИИ систем электрической связи (НИИ СЭС). Компания начала производство приемо-передающих модулей (АФАР) и стала активное сотрудничество с томскими университетами.
В 2005 году компания «Микран» начала промышленное производства контрольно-измерительной аппаратуры, а в 2007 приступила к разработке  радиолокационных комплексов для речных и морских судов с использованием глобальных спутниковых систем. В этом же году дочерние компании ЗАО «НПФ «Микран» – ООО «Субмикронные технологии» и ООО «Микран» вошли в состав резидентов особой экономической зоны технико-внедренческого типа «Томск».

### 2009-2012
Компания «Микран» отгрузила заказчикам 5000-ю радиорелейную станцию. «Микран» вошел в пятерку ведущих инновационных компаний Сибири. Начало производства мобильных комплексов связи «МИК-МКС». В 2010 были получены первые образцы нитридогаллиевых HEMT-транзисторов на подложках сапфира и кремния. «Микран» входит в число крупных предприятий радиоэлектронной отрасли России. С 2012 года компания  "Микран" приступила к промышленному выпуску монолитных интегральных схем СВЧ. Организовано опытное и серийное производство приемных и приемо-передающих модулей АФАР. Объем выпуска модулей увеличился более чем в 3 раза и достиг рекордного для России значения.

### 2013-2014
Компания «Микран» заявила о себе на международной арене: поставка телекоммуникационного оборудования на международный рынок. Открытие офиса компании «Микран» во Вьетнаме. Создание дочерней компании «Youncta» в Италии. Работа компании распространяется на 5 континентов. Вместе со стремительным географическим расширением происходит диверсификация продуктов.

### 2015-2016
Открытие завода радиоэлектронной аппаратуры имени В. Я. Гюнтера, площадью 15 тыс. м². В сентябре ЗАО «НПФ «Микран» был переименован в АО «НПФ «Микран».
В 2016 году "Микран" проводить мероприятия по ребрендингу. Открытие офиса продаж в Италии, Бразилии, ЮАР. По итогам российского рейтинга «ТехУспех-2016», «Микран» вошел в ТОП-5 быстроразвивающихся высокотехнологичных компаний России и включен в список «Национальных чемпионов» страны.

### 2017
Консолидация трех частных высокотехнологичных предприятий: АО «НПФ «Микран», ООО «Т8», ООО «Элтекс» – создание альянса TELMI. Аппаратура «Микрана» в числе высокотехнологичной продукции для нужд Арктики. Разработка комплексных решений связи.

2024
В феврале 2024 года "Коммерсантъ"  сообщал, что 90% "Микрана" приобрела структура "Газпрома" – "Газпром тех".

2025
"ИКС Холдинг" приобрел производителя телеком-оборудования "Микран" [21].

## Деятельность

### Продукция на основе GaAs и GaN чипов
Одно из базовых направлений деятельности «Микрана» — разработка и производство МИС СВЧ на GaAs (топологическая норма — до 90 нанометров) и GaN, диодных МИС и дискретных транзисторов и диодов. Дизайн-центр предприятия ведет разработку МИС для радиолокации, в том числе для радиолокаторов с АФАР, аппаратуры телекоммуникаций и измерительной техники и для удовлетворения нужд предприятий электронной промышленности РФ. «Микран» осуществляет полный цикл производства СВЧ МИС: проектирование гетероструктур, разработку технологий, проектирование МИС, производство МИС, СВЧ тестирование МИС, испытания МИС. В настоящее время ведется разработка технологий производства GaAs СВЧ МИС на основе транзисторов с длиной затвора 100 нм и 70 нм, предназначенных для работы в частотном диапазоне до 300 ГГц.

### Модули СВЧ и комплексные устройства
На основе созданной электронной компонентной базы предприятие освоило технологию проектирования и серийного производства приемо-передающих модулей активных фазовых антенных решеток (АФАР). По данной технологии разработан и освоен в серийном производстве ряд приемных, приемопередающих модулей АФАР L, S, C, X диапазонов для радиолокационных станций (РЛС) наземного, бортового и космического базирования.
Совместно с корпорацией «Фазотрон-НИИР» создана создана первая отечественная бортовая РЛС с АФАР «Жук-АЭ» для истребителя МиГ-35. Для «ФНПЦ „ННИИРТ“» разработаны и созданы приемные модули АФАР для РЛС «Небо-М». Достойное место в разработках занимают и комплексированные устройства СВЧ электроники: приемо-передающие и приемо-задающие модули для радиолокационных станций, а также радаров для обеспечения безопасности речного и морского судоходства и других целей. Помимо этого разработаны и производятся широкополосные и малошумящие усилители, усилители мощности, генераторы смесители, конвертеры, аттенюаторы, фильтры и диплексеры. Качество продукции обеспечивается полным технологическим циклом проектирования, производства, тестирования, испытаний с применением современных измерительных приборов.

### Радиоэлектронные системы

#### Телекоммуникационное оборудование
Основное направление деятельности фирмы — создание аппаратуры цифровых радиорелейных линий связи (РРС) в диапазонах частот от 0,15 до 40 ГГц. Разработанный и выпускаемый серийно модельный ряд радиорелейного оборудования «МИК-РЛ» позволяет строить беспроводные транспортные сети систем связи и решать проблему «последней мили».В настоящий момент компания выпускает полный спектр аппаратуры цифровых радиорелейных систем связи МИК-РЛ и беспроводного широкополосного доступа WiMIC. Основные потребители РРС производства «Микран» — предприятия топливно-энергетического комплекса России («Газпром», «Сибтранснефть») и операторы связи.
В 2011 году «Микран» начал серийное производство разработанного в рамках ОКР цифрового мобильного комплекса связи «МИК-МКС». Комплекс на базе автомобиля «КамАЗ» обеспечивает оперативное развертывание сети связи и работу в сложных климатических и географических условиях и помеховой обстановке. Мобильные комплексы используют в новой системе ПРО Москвы.
В январе 2014 Минпромторг России присвоил цифровым радиорелейным станциям «МИК-РЛ» разработки и производства НПФ «Микран» статус телекоммуникационного оборудования российского происхождения, в 2015 году этот статус был подтвержден.
«Микран» разработал цифровую радиорелейную станцию «Y-PACKET», которая осуществляет высокоскоростную беспроводную передачу пакетного трафика Ethernet диапазоне частот от 6 до 38 ГГц на скорости до 840 Мбит/с широким набором сетевых сервисов.
В 2015 году «Микран»  разработал магистральную цифровую радиорелейную станцию для организации многоствольных многоинтервальных радиорелейных линий связи с гибридным и синхронным трафиком, в том числе в регионах с особо сложными погодными условиями и арктическим климатом.

#### Радиолокационное оборудование
Навигационное радиолокационное оборудование
Специалисты «Микрана» разработали навигационную радиолокационную станцию (РЛС) «Река» с высокой разрешающей способностью для обеспечения безопасности судовождения с использованием спутниковой связи ГЛОНАСС и GPS. Уникальность РЛС — в применении новых методов генерации и обработки сигналов, позволяющих значительно увеличить вероятность обнаружения малоразмерных целей. Применение цифрового твердотельного приемопередающего модуля, использующего широкополосные сигналы. позволяет радару обнаруживать и распознавать с высокой точностью даже малоразмерные объекты в различных метеорологических условиях. Среднее время наработки на отказ данной РЛС — не менее 20000 часов. 1,5 метра — минимальное расстояние обнаружения объекта, 3 метра — разрешение по дальности. Технические решения, реализованный в данной РЛС, соответствуют мировым требованиям и не имеют аналогов в России. Внедрением новых НРЛС на российских судах будет заниматься компания «Транзас».
В феврале 2014 «Микран» признан Российским Речным Регистром единственным в России производителем радаров, которые можно устанавливать на любые речные суда.
Радиолокационная система мониторинга и охраны
Знания и опыт «Микрана» в области радиолокационного оборудования позволили создать целую линейку радиолокационных сенсоров с различными диапазонами рабочих частот (Х, К, Ка), которые могут быть использованы для модернизации систем безопасности, в том числе охраны периметра, решения задач обзора летного поля, организации систем противодействия преступности и терроризму.
РЛС серии MRS обеспечивают первичное сканирование территории сверхвысокочастотными радиосигналами, автоматическое обнаружение и ведение целей как с помощью собственных возможностей, так и за счет управления видеокамерами и другими охранными датчиками.
Совместное использование оптических и радиолокационных датчиков позволяет значительно сократить время обзора территории при повышении вероятности правильного обнаружения вторжения. Координатная информация от радара и привязка территории к картам позволяет определять зоны охраны, выставлять приоритеты, работать по различным сценариям.
РЛС MRS-1000 и MRS-3000 предназначены для контроля протяженных территорий, водных поверхностей, границ.
MRS-2000 — сверхлегкая РЛС секторного обзора с электронным сканированием предназначена для решения задач повышения безопасности железнодорожных переездов, железнодорожных путей вблизи скоплений людей, контроля сложного периметра, трафик-контроля в системе «Умный город». Потребляемая мощность радара — не более 100 Вт, излучаемая мощность — меньше 1 Вт. Один радар сканирует площадь более 19 кв. км.

#### Информационно-измерительные системы и аксессуары СВЧ
«Микран» разрабатывает и производит широкий ассортимент контрольно-измерительной аппаратуры СВЧ в диапазоне до 50 ГГц, а также прецизионных аксессуаров для нужд предприятий электронной промышленности РФ. На базе разработанных и выпускаемых предприятием КИА СВЧ создаются автоматизированные измерительные комплексы, предназначенные для автоматизированной настройки и тестирования СВЧ устройств и систем различной сложности и назначения. Созданы рабочие станции для измерения S-параметров на кристалле, для антенных изменений и других целей. Для каждого типа комплексов разрабатывается специализированное программное обеспечение, отвечающее за выбор измеряемых величин и удобный анализ данных, составление отчетов и протоколов по результатам измерений. На основе КИА СВЧ создана и поставлена заказчику систему многоканальной загрузки и мониторинга бортового ретрансляционного контроля и управления космических аппаратов «Луч-5А» и «Луч-5Б».
КИА СВЧ предприятие продает на 300—400 млн рублей в год. Это составляет примерно 7 % от общего объёма продаваемой на российском рынке измерительной техники и около 20 % — от объёма реализованных изделий отечественного производства.
В 2015 году компания приступила к выпуску новой серии портативных измерительных приборов Portable Lab Devices (PLD), питание и управление которых осуществляется через USB-интерфейс. При малых размерах приборы PLD имеют полный набор функций полноразмерных лабораторных устройств.

### Международная деятельность
Компания «Микран» имеет офисы продаж в Южной Африке, Италии, Вьетнаме. «Микран» ведет активную деятельность по продвижению продукции в странах ближнего Востока и СНГ. 

### Рейтинговые оценки
В 2023 году рейтинговое агентство АКРА АО НПФ «Микран» рейтинговую оценку ВВВ(RU) со стабильным прогнозом. Рейтинг подтверждён в 2024 году, в 2025 повышен до ВВВ+(RU).

## Владельцы предприятия
По сведениям газеты «Коммерсантъ», В 2023 году интерес к активу проявляли АФК «Система» и «Росатом». Стоимость 100 % компании участники рынка оценивали до 10 млрд руб. В начале 2024 года около 90 % компании выкупила структура Газпрома «Газпром Тех». Весной 2025 года компанию приобрел «ИКС Холдинг».

## Санкции
В июне 2024 года компания была включена в санкционные списки США в связи с вторжением РФ на Украину.